# Tekelloides flavonotatus
Tekelloides flavonotatus är en spindelart som först beskrevs av Arthur Urquhart 1891.  Tekelloides flavonotatus ingår i släktet Tekelloides och familjen Cyatholipidae. Inga underarter finns listade i Catalogue of Life.